# Raees Ahmadzai
Raees Khan Ahmadzai (sinh 3 tháng 9 năm 1984) là 1 cựu vận động viên cricket người Afghanistan đã thi đấu cho đội tuyển quốc gia đến tháng 5 năm 2010 trước khi giải nghệ. Ahmadzai là 1 batsman thuận tay phải và ném kiểu right-arm off break.

## Liên kết khác
- Raees Ahmadzai on Cricinfo
- Raees Ahmadzai on CricketArchive